# Ashikaga Yoshihisa

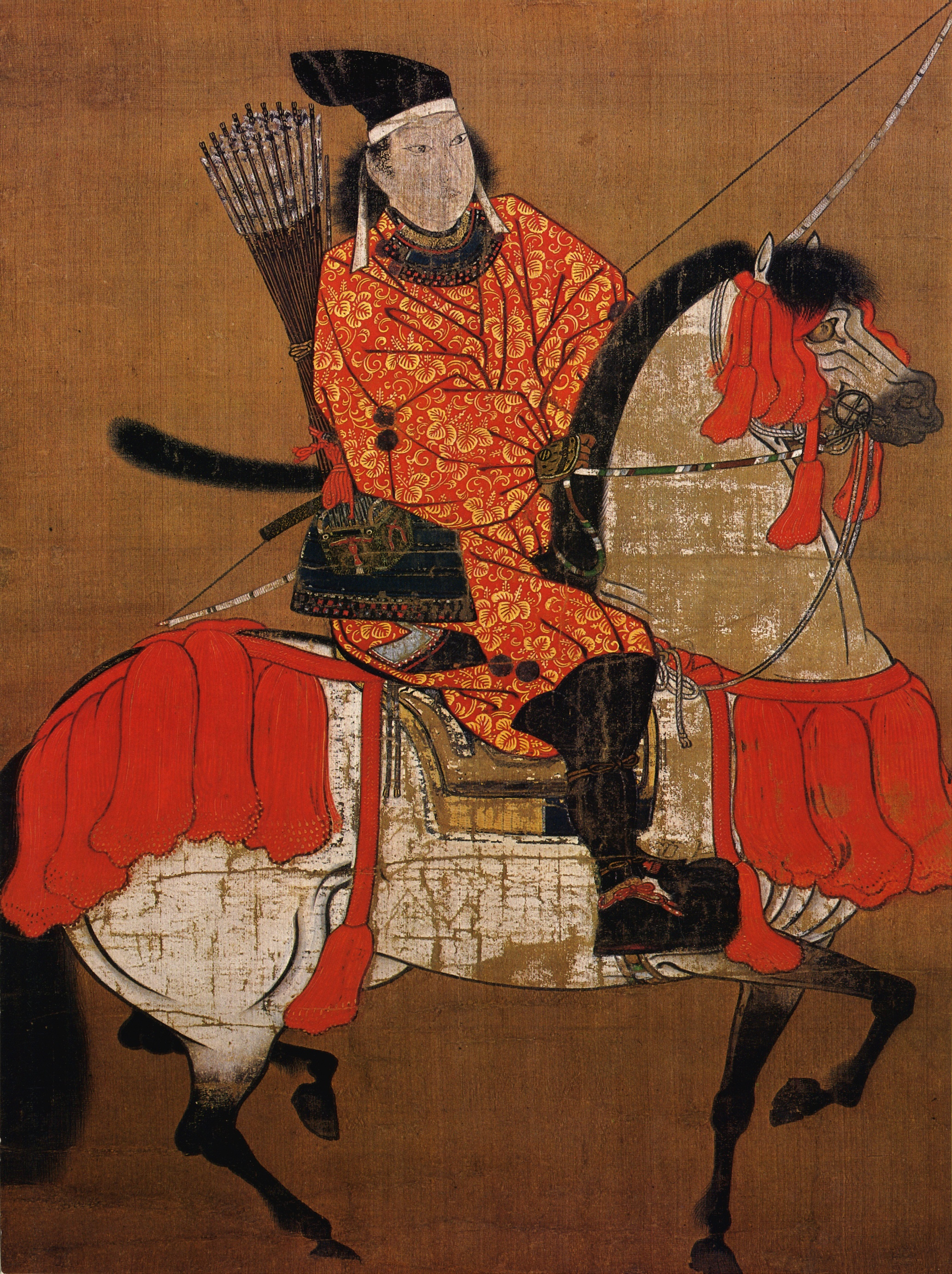
Porträt Ashikaga Yoshihisas von Kanō Masanobu

Ashikaga Yoshihisa (jap. 足利 義尚; * 11. Dezember 1465; † 26. April 1489) war der neunte Shogun des Ashikaga-Shogunates und regierte 1473 bis 1489 in der beginnenden Sengoku-Zeit in Japan. Yoshihisa war Sohn des achten Shogun, Ashikaga Yoshimasa.
Da der fast 30-jährige Yoshimasa 1464 noch immer keinen Erben gezeugt hatte, adoptierte er seinen jüngeren Bruder Ashikaga Yoshimi zum Zweck der Nachfolge. Im nächsten Jahr bekam Yoshimasa jedoch noch einen Sohn, Yoshihisa, und zwischen den Brüdern kam es in der Folge zum Streit um die Nachfolge. 1467 dehnte sich dieser Konflikt in den 11 Jahre dauernden Ōnin-Krieg aus, der den Beginn der Sengoku-Zeit markiert. In der Mitte der Auseinandersetzungen trat Yoshimasa 1473 als Shogun zurück und hinterließ die Position des Seii Taishogun seinem Sohn, der der neunte Shogun, Ashikaga Yoshihisa wurde.
Nach dem Ōnin-Krieg besetzte Rokkaku Takayori, der Daimyo der südlichen Provinz Ōmi Land und Anwesen von Hofadeligen, Tempel und Schreine. 1487 führte Yoshihisa einen Feldzug (Rokkaku Tobatsu) gegen Rokkaku Takayori. Zwei Jahre später starb er, ohne einen Erben hinterlassen zu haben.
Yoshihisa wurde 1490 von seinem Cousin, dem zehnten Shogun, Ashikaga Yoshitane nachgefolgt.